# Pasiba
Pasiba je rijeka u Venezueli. Pritoka je kanala Casiquiare i pripada porječju rijeke Amazone.